# クレイトン・マッカロー
クレイトン・アンソニー・マッカロー（Clayton Anthony McCullough, 1979年12月27日 - ）は、アメリカ合衆国ノースカロライナ州グランビル郡オックスフォード出身の野球指導者、元プロ野球選手。MLBのマイアミ・マーリンズで監督を務める。

## 経歴

### 現役時代
高校時代に1998年のMLBドラフト47巡目でシアトル・マリナーズから指名されたが、契約せずにイーストカロライナ大学へ進学した。
2002年のMLBドラフト22巡目でクリーブランド・インディアンスから指名されプロ入り。2005年まで傘下のマイナーチームでプレーした。

### コーチ時代
母校のイーストカロライナ大学で1年間アシスタントコーチを務めた後、2007年から2014年までトロント・ブルージェイズ傘下のマイナーチームで監督を務め、通算で629勝559敗を記録した。
2015年にロサンゼルス・ドジャースに入団すると、マイナーリーグのフィールドコーディネーターに就任。2021年からはドジャースの一塁コーチに就任した。2024年は大谷翔平が出塁した際に、お互いのヘルメットをぶつけ合う「ヘッドバンプ」を行うのが恒例となっていた。
2024年オフの11月11日にマイアミ・マーリンズの監督に就任した。

## 詳細情報

### 背番号
- 86（2021年 - ）